# Uzin
Uzin (ukr. Узин) – wieś na Ukrainie w rejonie iwanofrankiwskim (do lipca 2020 roku w rejonie tyśmienickim) obwodu iwanofrankiwskiego. 
W I Rzeczpospolitej Uzin leżał w ziemi halickiej w województwie ruskim.

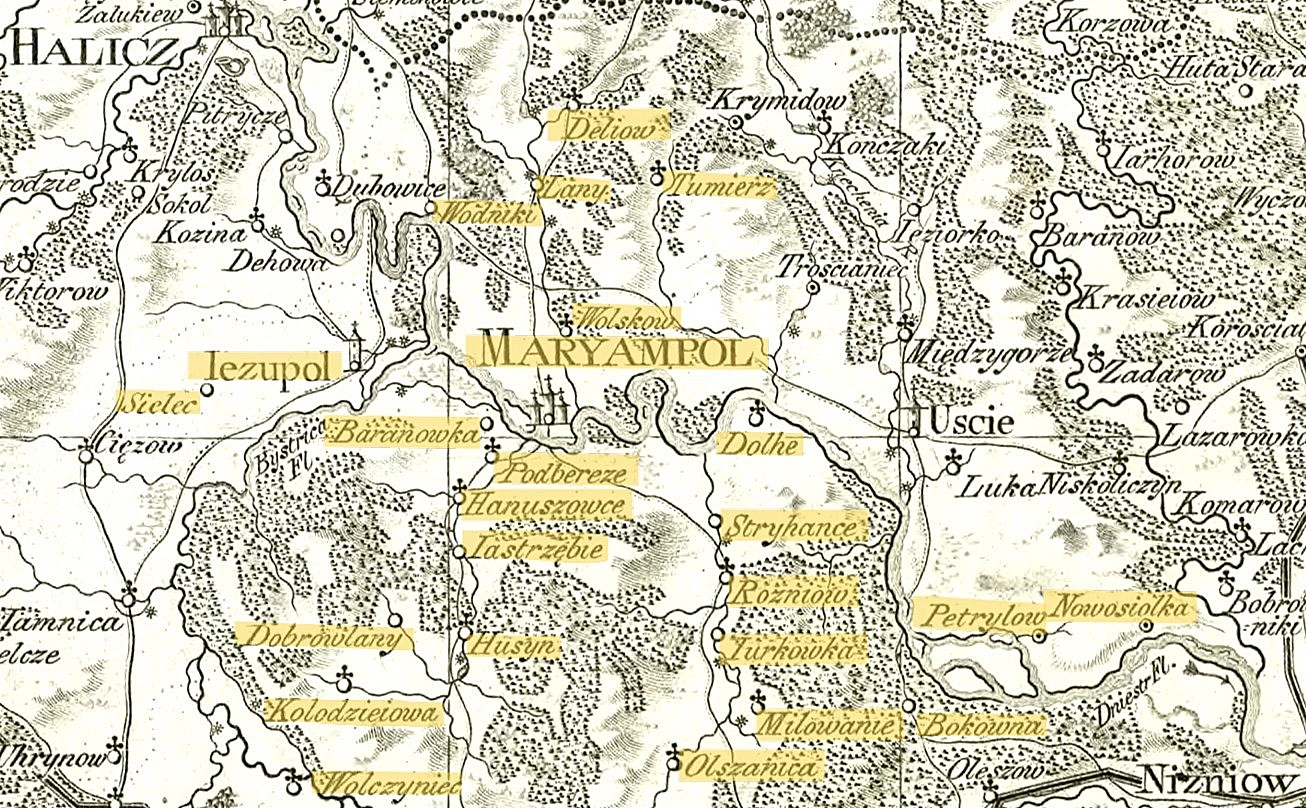
Uzin (Husyn) 1824

W okresie Królestwa Galicji i Lodomerii wieś należała do klucza marjampolskiego księżnej Anny Jabłonowskiej. 
W II Rzeczypospolitej miejscowość należała do gminy wiejskiej Czerniejów w powiecie stanisławowskim województwa stanisławowskiego. Wieś liczy 927 mieszkańców.
Po II wojnie światowej teren włączony w struktury ZSRR do Ukraińskiej Socjalistycznej Republiki Radzieckiej.